# Alphonse de Lamartine
Alphonse Marie Louis de Prat de Lamartine (21. oktober 1790 – 28. februar 1869) var en fransk digter og politiker. Lamartine regnes som den vigtigste digter på fransk i den romantiske epoke. Hans poesi har også inspireret Paul Verlaine og andre symbolister som senere i 1800-tallet bragte en fornyelse i fransk og europæisk lyrik. 
Som politiker spillede han en fremtrædende rolle under februarrevolutionen i 1848 og oprettelsen af den anden franske republik, da han en periode også var Frankrigs udenrigsminister.

## Liv
Lamartine blev født i Mâcon i Bourgogne; familien tilhørte den franske landadel. Efter en fuldført uddannelse ved et jesuittisk collège opholdte han sig mange år i udlandet, frem for alt i Italien. Han tilsluttede sig tidligt tankerne fra den franske revolution, og i 1814 gik han i tjeneste hos Napoleon. Under restaurationen trak han sig tilbage fra offentlig tjeneste og koncentrerede sig om digtning. Hans første digtsamling Méditations poétiques kom i 1820, og blev en umiddelbar succes. Samme år giftede han sig med den unge engelske kvinde Mary-Anne-Elisa Birch.
Succesen med Méditations poétiques indledede en produktiv digterisk periode. I 1829 blev han indvalgt i Académie française.
I 1830'erne engagerede han sig i øgende grad i politisk virksomhed, fra 1833 som medlem af nationalforsamlingen. Her udfoldede han sig med stor veltalenhed, og fremlagde flere radikale forslag som han fik flertal for – blandt andet afskaffelsen af dødsstraf og mod slaveriet i kolonierne.
Senere blev han en af de ledende skikkelser i modstanden mod Louis Philippes regime, og spillede en hovedrolle under de revolutionære tilstande i februar 1848. Efter revolutionen blev han udenrigsminister i den provisoriske regering. Statskuppet i december 1851 og genoprettelsen af kejserdømmet året efter satte en stopper for Lamartines politiske karriere. Han trak sig tilbage til skrivende virksomhed. I sin alderdom publicerede han et stort antal historieværker, foruden sociale romaner, selvbiografiske værker og digte. Sine sidste år levede han alligevel i fattigdom, og døde i Passy, i et lille hus som myndighederne havde stillet til hans rådighed.

## Værker
- Saül (1818)
- Méditations poétiques (1820)
- La Mort de Socrate (1823)
- Nouvelles Méditations poétiques (1823)
- Le dernier chant du pèlerinage d'Harold (1825)
- Le Retour (1826)
- Harmonies poétiques et religieuses (1830)
- Sur la politique rationnelle (1831)
- Vers écrits sur un album (1832)
- Voyage en Orient (1835, oversat til dansk med titlen Reise i Österland, 1838-1839)
- Jocelyn (1836, oversat til dansk med titlen Jocelyn : Blade af en Landsbypræsts Dagbog, 1873)
- La chute d'un ange (1838)
- Recueillements poétiques (1839)
- Histoire des Girondins (1847, oversat til dansk af Thomas Overskou med titlen Girondisternes Historie, 1847-1848)
- Raphaël (1849)
- Confidences (1849)
- L'Histoire de la révolution de 1848 (1849, fremkom på dansk som føljeton i Berlingske Tidende samme år, i 1850-1851 som selvstændig udgivelse med titlen Den franske Revolutions Historie i 1848[1])
- Toussaint Louverture (1850)
- Geneviève, histoire d'une servante (1850, oversat til dansk med titlen Geneviève : eller Tjenestepigen, 1851)
- Le tailleur de pierre de Saint-Point (1851, oversat til dansk med titlen Steenhuggeren : Fortælling, 1858)
- Histoire de la Restauration (1851)
- Graziella (1852, oversat til dansk med titlen Graziella, 1856 og 1887)
- Les visions (1853)
- Histoire des Constituants (1853)
- Histoire de la Turquie (1853-1854)
- Histoire de la Russie (1855, delvist oversat til dansk med titlen Peter III og Cathrine : Brudstykker af Ruslands Historie, 1858)
- La vie de Mahommet (1854)
- Cours familier de littérature (1856)
- La Vigne et la Maison (1857)